# 史考特·布魯埃特
史考特·布魯埃特（英語：Scott Blewett，/bluːˈɛt/ bloo-EHT，1996年4月10日—） ，為來自美國的棒球選手，守備位置為投手，現效力於美國職棒巴爾的摩金鶯隊，曾效力於美國職棒明尼蘇達雙城隊、堪薩斯市皇家隊、亞特蘭大勇士隊及中華職棒統一7-ELEVEn獅隊，中文登錄名布萊威。

## 生平

### 美國職棒時期
2014年，於美國職棒選秀會中於第二輪被堪薩斯市皇家隊選中，並以180萬美金簽約。同年在新人聯盟出賽8場比賽，1勝2敗、防禦率4.82。
2015年，升上1A，並出賽18場比賽，拿下3勝5敗、防禦率5.20。
2017年，在高階1A出賽27場比賽，為生涯新高，投球局數152.2局及防禦率4.07也是生涯最佳紀錄。
2018年，升上2A，出賽26場比賽拿下8勝6敗，是生涯首個勝投數多於敗投數的賽季，但防禦率4.79及被上壘率1.44仍然偏高。
2019年，在2A出賽5場比賽中25.1局的投球局數拿下34次三振，因此馬上就升上3A，不過在3A的防禦率高達8.52，更被擊出24支全壘打，並有46次四壞球保送。
2020年8月5日，升上大聯盟，但沒有出賽紀錄就被下放回小聯盟。9月16日，再度升上大聯盟，並在9月18日對戰密爾瓦基釀酒人隊的比賽中登板，投兩局無失分。
2021年4月1日，被皇家隊DFA，並於4月6日被下放至小聯盟，直到9月才回到大聯盟，並出賽了3場比賽。10月29日，成為自由球員。
2022年4月9日，和芝加哥白襪隊簽下小聯盟合約，並在2A和3A間共出賽27場比賽，8勝7敗、防禦率5.78。11月10日成為自由球員。
2023年3月29日，和亞特蘭大勇士隊簽下小聯盟合約，並在2A出賽17場比賽，3勝4敗、防禦率4.21。

### 中華職棒時期
2023年8月16日，和中華職棒統一7-ELEVEn獅隊簽約，出賽7場比賽，3勝3敗、防禦率3.95。

### 重返美國職棒
2024年1月24日，和明尼蘇達雙城隊簽約，重返美國職棒體系。

## 職棒生涯成績

### 美國職棒
| 年度 | 球隊         | 出賽 | 先發 | 勝投 | 敗投 | 中繼 | 救援 | 完投 | 完封 | 三振 | 四死 | 責失 | 投球局數 | 自責分率 | 被上壘率 |
| ---- | ------------ | ---- | ---- | ---- | ---- | ---- | ---- | ---- | ---- | ---- | ---- | ---- | -------- | -------- | -------- |
| 2020 | 堪薩斯市皇家 | 2    | 0    | 0    | 0    | 0    | 0    | 0    | 0    | 4    | 1    | 2    | 3.0      | 6.00     | 2.33     |
| 2021 | 堪薩斯市皇家 | 3    | 0    | 0    | 0    | 0    | 0    | 0    | 0    | 4    | 8    | 1    | 5.0      | 1.80     | 1.60     |
| 2024 | 明尼蘇達雙城 | 12   | 0    | 1    | 1    | 0    | 0    | 0    | 0    | 18   | 5    | 5    | 20.1     | 1.77     | 1.23     |
| 合計 | 3年          | 17   | 0    | 1    | 1    | 0    | 0    | 0    | 0    | 26   | 14   | 8    | 28.1     | 2.22     | 1.41     |

### 中華職棒
| 年度 | 球隊           | 出賽 | 先發 | 勝投 | 敗投 | 中繼 | 救援 | 完投 | 完封 | 三振 | 四死 | 責失 | 投球局數 | 自責分率 | 被上壘率 |
| ---- | -------------- | ---- | ---- | ---- | ---- | ---- | ---- | ---- | ---- | ---- | ---- | ---- | -------- | -------- | -------- |
| 2023 | 統一7-ELEVEn獅 | 7    | 7    | 3    | 3    | 0    | 0    | 0    | 0    | 40   | 11   | 18   | 41.0     | 3.95     | 1.17     |
| 合計 | 1年            | 7    | 7    | 3    | 3    | 0    | 0    | 0    | 0    | 40   | 11   | 18   | 41.0     | 3.95     | 1.17     |

## 外部連結
- 史考特·布魯埃特在台灣棒球維基館上的頁面（繁體中文）
- 史考特·布萊維特在美國職棒官網（英语）
- 史考特·布萊維特在中華職棒官網
- 史考特·布萊維特在Baseball-Reference.com（大聯盟）（英语）
- 史考特·布萊維特在Baseball-Reference.com（小聯盟以及海外聯盟）（英语）
- 史考特·布萊維特在ESPN（MLB）（英语）
- 史考特·布萊維特在FanGraphs.com（英语）
- 史考特·布萊維特在Retrosheet（英语）
- 史考特·布萊維特在The Baseball Cube（英语）